# Riyah
Riyah (født ?) er kunstnernavnet for den danske soloartist Maria Kjær. 
Hun har i juni 2023 udgivet albummet Ripped Jeans,
der indeholder sangene Perfect, Dead Rose, Outset og Make It Rain.
Hendes musik er under genren punk-rock.[kilde mangler]